# Lezica y Torrezuri
Lezica y Torrezuri es una localidad y estación ferroviaria de la Provincia de Buenos Aires, Argentina, perteneciente al partido de Luján.
Debe su nombre a Juan de Lezica y Torrezuri.

## Población
Contaba con 1067 habitantes (Indec, 2001), lo que representa un incremento del 83,01 % frente a los 583 habitantes (Indec, 1991) del censo anterior. Y en 2011 se censó 1200 habitantes.